# NGC 7268A
NGC 7268A is een elliptisch sterrenstelsel in het sterrenbeeld Zuidervis. Het hemelobject werd op 28 september 1834 ontdekt door de Britse astronoom John Herschel.

## Synoniemen
- ESO 467-57A
- MCG -5-53-2
- PGC 68839
- PGC 68848